# (474086) 2016 JM36
(474086) 2016 JM36 es un asteroide perteneciente al cinturón de asteroides, descubierto el 8 de noviembre de 2009 por el equipo del Spacewatch desde el Observatorio Nacional de Kitt Peak, Arizona, Estados Unidos.

## Designación y nombre
Designado provisionalmente como 2016 JM36.

## Características orbitales
2016 JM36 está situado a una distancia media del Sol de 2,700 ua, pudiendo alejarse hasta 3,088 ua y acercarse hasta 2,312 ua. Su excentricidad es 0,143 y la inclinación orbital 11,60 grados. Emplea 1620 días en completar una órbita alrededor del Sol.

## Características físicas
La magnitud absoluta de 2016 JM36 es 16,561.